# Pantone
Pantone LLC és una empresa amb seu a Carlstadt, Nova Jersey (Estats Units), creadora d'un sistema de control de color per a les arts gràfiques. El seu sistema és el més reconegut i utilitzat, motiu pel qual normalment es denomina «pantone» el sistema de control de colors. Aquest model de color s'acostuma a denominar color sòlid, a diferència dels models CMYK i RGB.

## Història
Pantone va ser fundada el 1962 per Lawrence Herbert, avui el seu conseller delegat, director i president.
Al començament, Pantone era un petit negoci que comercialitzava targetes de colors per a companyies de cosmètics. Herbert aviat adquiriria Pantone, creant el primer sistema de emparellament cromàtic el 1963.
El sistema es basa en una taula o gamma de colors, les guies Pantone, de manera que sempre és possible obtenir-ne d'altres per barreges de tints predeterminades que proporciona el fabricant. Per exemple, és un sistema molt emprat en la producció de pintures de color per barreja de tints.
Aquestes guies consisteixen en un gran nombre de petites targetes (15×5 cm aproximadament) de cartró, sobre les quals s'ha imprès en un costat mostres de color, organitzades totes en un quadern de petites dimensions. Per exemple, una pàgina concreta podria incloure una gamma de grocs variant en lluminositat del més clar al més fosc.
Les edicions de les guies Pantone es distribuïxen anualment a causa de la degradació progressiva de la tinta. Per a poder aconseguir el resultat que s'espera s'ha de tenir unes mostres de colors sobre diferents tipus de paper a manera de comprovació. L'avantatge d'aquest sistema és que cadascuna de les mostres està numerada i una vegada seleccionada és possible recrear el color de manera exacta.

## Codificació de colors Pantone
Cada color és descrit per Pantone mitjançant una numeració i unes sigles que varien en funció de la superfície o el material en el qual s'aplicarà el color: 
- M: acabat mate
- C i CP: per a paper estucat (Coated)
- EC: per a paper estucat segons l'estàndard europeu (Euro Coated)
- U i UP: per a paper texturat (Uncoated)
- TC i TCX: per a teixits (Textil Color eXtended)
- TPX: per a paper (Textil Paper eXtended)
- Q: per a plàstics opacs (opaQue)
- T: per a plàstics transparents (Transparent)

L'avantatge principal d'aquest sistema és que gràcies a la codificació permet recrear un color de manera exacta a diferents tipus de superfície.
En els últims anys Pantone ha ampliat el seu sistema a altres sectors que treballen amb el color, com el disseny web, els tèxtils, plàstics, interiorisme o pintura, i ha creat noves games de color: solid, pastels&neons, metallic, plastic, color bridge, CMYK, Goe Guide, Goe Bridge i Fashion+Home.

## Pantone i les banderes
Els colors Pantone, descrits numèricament, han trobat un buit dins de la legislació, especialment en les descripcions dels colors de banderes. El Parlament Escocès va debatre la definició del color blau de la bandera escocesa com a «Pantone 300». Així mateix, altres països com Canadà, Espanya i Corea del Sud indiquen colors Pantone específics per a la producció de banderes. Arribat el moment, Pantone podria canviar els seus codis cromàtics, encara que no tindria cap sentit fer-ho. Per contra, altres països utilitzen sistemes diferents per a legislar, com el CIELAB, menys comercials que el Pantone i, per tant, més complexos d'aplicar.
Pantone afirma que la seva llista de nombres cromàtics és propietat intel·lectual de la companyia i que el seu ús lliure no està permès. Aquesta és una raó de pes per la qual els colors Pantone no poden ser usats per programes de programari lliure com per exemple GIMP, ni tampoc solen trobar-se en aplicacions de baix cost.